# Calocarides rudolfi
Calocarides rudolfi är en kräftdjursart som först beskrevs av Zarenkov 1989.  Calocarides rudolfi ingår i släktet Calocarides och familjen Axiidae. Inga underarter finns listade i Catalogue of Life.